# オーセイ＝デュレスAOC
オーセイ＝デュレス （Auxey-duresses）は、ブルゴーニュワインの1つ。オーセイ＝デュレス単独の村名AOC。
ぶどう畑は135haあり、そのうち32haが、9個ある1級畑になっている。
生産されるワインの65％が赤ワイン、35％が白ワインであるが、どちらかというと白ワインのほうが評価が高い。赤ワイン用に3品種、白ワイン用に2品種のぶどうを使うことが認められているが、ほとんどがピノ・ノワールおよびシャルドネだけで作られている。
生産量はさほど多くはないが、日本でも比較的良く出回っており、この地区の村名AOCワインのなかでは、比較的求めやすい価格のものが多い。